# Vojvoda Zimonjić
Vojvoda Zimonjić (cyr. Војвода Зимоњић) – wieś w Serbii, w Wojwodinie, w okręgu północnobanackim, w gminie Kanjiža. W 2011 roku liczyła 244 mieszkańców.